# Bocelli (album)
Bocelli prodotto da Mauro Malavasi che cura gli arrangiamenti. è il secondo album del tenore italiano Andrea Bocelli, pubblicato nel 1995.

## Descrizione
Oltre al brano Con te partirò, presentato al Festival di Sanremo 1995, dall'album sono stati estratti altri due singoli: Vivo per lei in duetto con Giorgia e Per amore, scritta e composta da Mariella Nava.
L'album, un progetto di Caterina Caselli Sugar, e realizzazione insieme a Joe Amoruso,
L'album ha raggiunto la prima posizione in Germania (per 16 settimane rimanendo in classifica per 98 settimane), Svizzera (per 4 settimane), Paesi Bassi (per 3 settimane) e Belgio (per 15 settimane nelle Fiandre e 6 settimane in Vallonia) e la terza in Austria vendendo oltre 12.500.000 di copie.

## Tracce
1. Con te partirò – 4:09 (L. Quarantotto, F. Sartori)
2. Per amore – 4:41 (M. Nava)
3. Macchine da guerra – 4:08 (S. Cirillo, J. Amoruso)
4. E chiove – 4:21 (S. Cirillo, J. Amoruso)
5. Romanza – 3:41 (M. Malavasi)
6. The Power of Love – 5:21 (C. DeRouge, G. Mende, J. Rush, M. Applegate)
7. Vivo per lei (duetto con Giorgia) – 4:23 (V. Zelli, M. Mengali, L. Panceri)
8. Le tue parole – 3:57 (S. Cirillo, J. Amoruso)
9. Sempre sempre – 4:18 (L. Panceri, G. Felisatti)
10. Voglio restare così – 3:51 (A. Bocelli)
11. Vivo per lei - Ich lebe für sie (duetto con Judy Weiss) – 4:23 (V. Zelli, M. Mengali, L. Panceri)

## Formazione
- Andrea Bocelli - voce, melodica
- Joe Amoruso - pianoforte, programmazione, melodica, sintetizzatore, arrangiamento
- Mauro Malavasi - tastiera, cori, direzione orchestra, drum machine, sintetizzatore, programmazione basso, programmazione batteria, arrangiamento
- Ruggero Robin - chitarra
- Gianandrea Pignoni - contrabbasso
- Enrico Guerzoni - violoncello
- Marta Prodi - violoncello
- Nicola Calzolari - viola
- Sandro Di Paolo - viola
- Alessandro Bonetti - violino
- Gianluca Cavallari - violino
- Grazia Raimondi - violino
- Liliana Stamenic - violino
- Davide Pondi - violino
- Sara Sternieri - violino
- Luca Falasca - violino
- Laura Sarti - violino
Produzione
  - Mauro Malavasi – produzione, Sound engineer, missaggio, mastering

## Registrazione
- Clock Studio Bologna - registrazione, missaggio, mastering
- Fonoprint Bologna - registrazione, missaggio, mastering

## Classifiche

### Classifiche settimanali
| Classifica (1995-1997) | Posizione massima |
| ---------------------- | ----------------- |
| Austria                | 3                 |
| Belgio (Fiandre)       | 1                 |
| Belgio (Vallonia)      | 1                 |
| Europa                 | 4                 |
| Germania               | 1                 |
| Italia                 | 8                 |
| Paesi Bassi            | 1                 |
| Svizzera               | 1                 |

### Classifiche di fine anno
| Classifica (1996) | Posizione |
| ----------------- | --------- |
| Europa            | 6         |
| Germania          | 2         |
| Italia            | 8         |
| Paesi Bassi       | 3         |
| Classifica (1997) | Posizione |
| Austria           | 10        |
| Europa            | 7         |
| Germania          | 1         |
| Paesi Bassi       | 9         |
| Svizzera          | 2         |
| Classifica (1998) | Posizione |
| Germania          | 7         |